# 朱仕㙻
代隱王朱仕㙻（1410年—1463年），明朝第二代代王，追封代戾王朱遜煓的庶第一子，母黄氏。
因父亲朱遜煓早逝，他在正統十三年（1448年）襲封祖父的代王之位。在位十五年，天順七年（1463年）朱仕㙻去世，三年後其子朱成鍊就嗣位。

## 子
- 嫡長子：代惠王朱成鍊
- 嫡二子：定安悼隐王朱成鏻
- 嫡三子：博野悼恭王朱成鐭
- 庶四子：和川悼僖王朱成镘，贾夫人所生
- 庶五子：宁津怀康王朱成鉖
- 庶六子：棗強靖安王朱成釨，张夫人所生
- 庶七子：饶阳悼昭王朱成鋈